# Sicut cervus desiderat

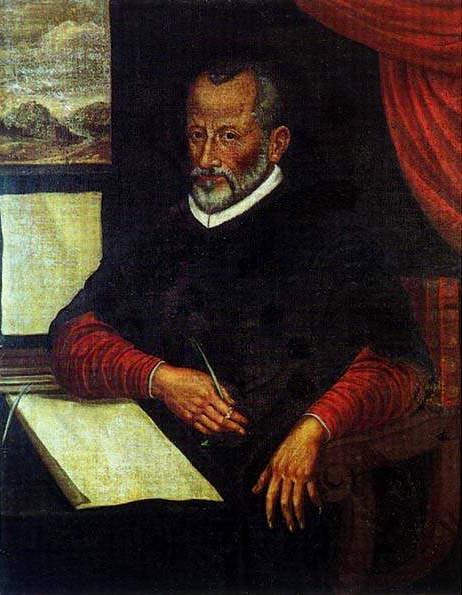
Giovanni Pierluigi de Palestrina- autor motetu

Sicut cervus desiderat – motet na cztery głosy (sopran, alt, tenor i bas) skomponowany przez Giovanniego Pierluigiego da Palestrinę. Słowa motetu pochodzą z języka łacińskiego, z drugiego wersu Psalmu 42. Tekst w łacinie to: „sicut cervus desiderat ad fontes aquarum, ita desiderat anima mea ad te, Deus” (pol. jak łania pragnie wody ze strumieni, tak dusza moja pragnie Ciebie, Boże). Dzieło Palestriny uznawane jest za modelowy utwór renesansowej polifonii, wyrażający spokojną, ale jednocześnie żarliwą tęsknotę duchową.